# Meseország mindenkié
A Meseország mindenkié (angolul: A Fairytale for Everyone) 2020-ban megjelent magyar mesekönyv, amely bizonyos etnikai és társadalmi kisebbségek szemszögéből mesél újra klasszikus népmeséket. A mesék főszereplői különböző kisebbségek, hátrányos helyzetű csoportok tagjai, például elhanyagoló/bántalmazó családban élő gyerekek, LMBT emberek, romák vagy örökbefogadott gyerekek. A könyvet Nagy Boldizsár szerkesztette, az első kiadása 1500, míg a 2020 októberében kiadott második kiadás 15 000 példányban jelent meg.

## Mesék
A könyv az alábbi meséket tartalmazza:
- Molnár Krisztina Rita: Rubinpiros madár (a Kaineusz-legenda feldolgozása)
- Gangl Eszter: Avarbarna
- Lakatos István: A boszorkány meséje (a Jancsi és Juliska feldolgozása)
- Tóth B. Judit: A Jégkirály
- Tompa Andrea: Vaslaci
- Gimesi Dóra: Óriásölő Margaret
- Szűcs Edit: Az őzike agancsa
- Pengő Edit: Az elrabolt királykisasszony
- Kiss Judit Ágnes: Róza a bálban (a Csipkerózsika feldolgozása)
- Horváth Noémi Rebeka: Picur Panna nagy kalandja
- Harka Sára: Kincső és Karola
- Kasza Kriszta: Trivadar, a háromfülű nyúl
- Kertész Edina: A kacskaringós szívószál
- Ruff Orsolya: A nagy Alfredo
- Kovács Brigitta: Légy szerencsés, Batbaján! (a Hamupipőke feldolgozása)
- Finy Petra: Panna élni megy
- Csehy Zoltán: Házasodik a herceg

## Fogadtatás
A könyv megjelenése jelentős politikai hullámokat keltett.
2020. szeptember 23-án állampolgári kezdeményezés indult, hogy a Pagony könyvesbolt és más árusítóhelyek vegyék le a kínálatukból a könyvet, amely szerintük „a gyermekek ártatlanságát és biztonságos fejlődését veszélyeztető”. A petíciót egy hét alatt több tízezren írták alá.
2020. szeptember 25-én Dúró Dóra országgyűlési képviselő egy a YouTube-on közzétett videójában, „homoszexuális propaganda” jelző kíséretében a könyv egyik példányának lapjait egyenként összetépte, majd ledarálta azokat egy iratmegsemmisítővel. Az országgyűlési képviselő cselekedetének hatására a könyv eladásai megnőttek, a Book24 online könyváruház sikerlistájának az első helyére is felkerült.
Állításuk szerint az akciót követően a petíciót indító Schittl Esztert, valamint Dúró Dórát is durva fenyegetések érték az LMBTQ-mozgalom szimpatizánsai részéről.
A Magyar Könyvkiadók és Könyvterjesztők Egyesülése közleményben ítélte el Dúró akcióját, álláspontjuk szerint „a politikai célú könyvrombolás Magyarország és Európa legszégyenletesebb történelmi emlékei közé tartozik”.
A Mi Hazánk Mozgalom október 3-án tüntetést tartott a Labrisz Leszbikus Egyesület Szentkirályi utcai irodája előtt a könyv kiadása ellen. Itt Dúró Dóra azt mondta: tudományos álláspont, hogy a szexuális irányultság nem csak öröklött tulajdonság, azt a környezet, a neveltetés is befolyásolja. A könyv ezen befolyásolás része, és ezért tiltakozik a megjelenése ellen. A tüntetés másik vezérszónoka, Szakács Árpád publicista azt mondta, hogy „Az emberi szabadságra ma a legnagyobb veszélyt a liberalizmus jelenti.”
Orbán Viktor miniszterelnök 2020. október 4-én, a Kossuth Rádió Vasárnapi újság című műsorában, a könyv körüli botrányra vonatkozó kérdésre többek között ezt válaszolta: „Magyarország a homoszexualitás tekintetében egy toleráns, türelmes ország. De van egy vörös vonal, amit nem lehet átlépni, és én ebben összegzem a véleményemet: hagyják békén a gyerekeinket!”
A Magyar Könyvkiadók és Könyvterjesztők Egyesülése október 7-én egy újabb közleményt adott ki, amelyben elítélte a könyvkereskedőket és a könyvterjesztőket ért inzultusokat. A közlemény előzménye, hogy egyes könyvesboltokra szélsőjobboldali csoportok homoszexuális propaganda terjesztésére figyelmeztető vörös plakátokat ragasztottak ki.
Szintén október 7-én a Time magazin is foglalkozott a könyv fogadtatásával.
Több, jellemzően a baloldali sajtóban megjelent vélemény és elemzés szerint a kormány az általa irányított közbeszédben figyelemelterelő ürügynek használta fel a mesekönyvet. Ugyanis a szándékos és káros homofób gyűlöletkeltéssel a valódi problémák helytelen vagy hiányos kezelését igyekszik leplezni a hatalom.
A kormány 2021 nyarára politikai kommunikációjának eszközévé tette az LMBTQ-társadalom tagjait, mikor egy eredetileg pedofil bűncselekmények szankcionálását célzó törvénycsomaghoz utólag a homoszexualitás bemutatását korlátozó passzusokat csatolt, majd az így vált jogszabállyá (2021. évi LXXIX. törvény). A törvény kapcsán számtalan kül- és belföldi bírálat hangzott el, az érintetteken és ellenzéki politikusokon túl az Európai Uniótól is, miután a kritikusok szerint a törvény utólagos módosításának a szexuális kisebbségek és a pedofília összemosása volt a célja, míg a kormány a „gyermekvédelemről” beszélt. A nemzetközi szinteket is elért felháborodás után Orbán népszavazást is kezdeményezett a kérdésben. A kormány szerint ugyanis „Brüsszel megtámadta Magyarországot, ami ki akarja zsarolni, hogy az LMBTQ-propagandistákat beengedjék az iskolákba”. Orbán egy júliusi rádióinterjújában fogalmazott így ezzel kapcsolatban, itt utalt a mesekönyvre is: „Ismerem azokat a mesekönyveket, amikben a herceg megmenti a királyfit, és aztán összeházasodnak és boldogan élnek, az én szülői szabadságomat korlátozza a liberalizmus.” A maga kezdeményezte népszavazást úgy minősítette: „Nem fontos, hogy érvényes lesz-e a népszavazás, hiszen az erről szóló törvény már létezik. Aki otthon marad, rábízza a többiekre.” Ettől függetlenül a mesekönyvet számos külföldi könyvkiadó is meg kívánja jelentetni. A 2022-es országgyűlési választással egy időben tartott népszavazás végül tényleg érvénytelen lett.
Amikor már a sikeres mesekönyv negyedik utánnyomása készült, 2021. szeptember 15-én a Meseország mindenkié projektkoordinátorát, Rédai Dorottyát a Time magazin a világ 100 legbefolyásosabb embere közé sorolta.
2021 szeptemberében állítólag olvasói feljelentés alapján távolították el a mesekönyvet Nagymaros könyvtárából. A bejelentés után Heinczinger Balázs polgármester szedette le a könyvet, aki szerint, mivel a könyvtár az iskola közelében van, így törvény is tiltja, hogy az ilyen típusú, szerinte is káros tartalmú könyvek szabadpolcon lehessenek. Ugyanakkor a lépés az Amnesty International szerint még a vonatkozó törvény szerint is jogellenes volt, mert a könyvtár nem forgalmazta a könyvet, hanem csak kölcsönöztette, vagy el lehetett olvasni azt.
2021. november 3-án a Fővárosi Törvényszék a Magyar Nemzetet kiadó Mediaworks Hungary Zrt.-t első fokon 1 millió forintos sérelemdíj megfizetésére kötelezte, miután az abban október 12-én közzétett, Németh György szociológus által írt cikkben mind a mesekönyvet, mind az azt megjelentető Labrisz Leszbikus Egyesületet pedofíliával vádolta, amivel megsértette az egyesület jó hírnévhez fűződő személyiségi jogát. 2022. január végén  a másodfokon eljáró Fővárosi Ítélőtábla szerint viszont nem sértette meg a Labrisz Leszbikus Egyesület jó hírnevét a Magyar Nemzet azon írása, amelyben pedofilnak bélyegezte meg a könyvet kiadó civil szervezetet. A bíróság ezt a döntést többek között Orbán Viktor homofób nyilatkozatával indokolta. 2022. március 4-én viszont a Labrisz Egyesület javára döntött a bíróság; egyrészt a Fővárosi Kormányhivatalt kötelezték új eljárásra, mert az úgy hozta meg jogsértő határozatát, hogy nem a mesekönyv egészét értékelte, másrészt jogerősen elmarasztalta a rendőrséget, mert az nem lépett fel egy homofób rendezvény ellen, amely megfélemlítette a gyerekeket.
Kevésbé ismert, de Dúró Dórán kívül más is veszélyesnek ítélte a művet. Csepel polgármestere, Borbély Lénárd polgármesteri utasítással látta jónak betiltani azt az önkormányzati fenntartású óvodákban és bölcsődékben.

## Más nyelveken
Eddig angol, német, francia, holland, svéd, finn, észt, cseh, szlovák és lengyel és olasz nyelvű fordítása jelent meg, valamint több további várható.